# 黑口美洲鱥
黑口美洲鱥（學名：Notropis melanostomus），為輻鰭魚綱鯉形目雅羅魚科的其中一種，被IUCN列為易危保育類動物，分布於北美洲美國佛羅里達州的黑水-黃河流域、阿拉巴馬州的米內特灣河以及密西西比州的帕斯卡古拉河下游流域，本魚呈長橢圓形且側扁，眼大、口近下位，本魚體上半部黃褐色，下半部銀白色，體側中央有一條黑色縱帶，背部有深色網狀般文，魚鰭透明，尾鰭叉形體長可達3.8公分，棲息在泥底質、植被生長的河川靜止水域，生活習性不明。